# Mosaic (musikalbum)
Mosaic är det amerikanska progressiva power metal-bandet Theocracys femte studioalbum, utgivet i oktober 2023 på Atomic Fire Records (bandets första skiva på detta bolag), och i Japan på Chaos Reigns.
Skivan är Theocracys första med den nye gitarristen Taylor Washington respektive trummisen Ernie Topran.
Titelspåret och "Return to Dust" släpptes som singlar med tillhörande musikvideor. Dessutom gjordes en textvideo till "Flicker".

## Låtlista
1. "Flicker" – 3:58
2. "Anonymous" – 5:49
3. "Mosaic" – 5:25
4. "Sinsidious (The Dogs of War)" – 6:46
5. "Return to Dust" – 4:26
6. "The Sixth Great Extinction" – 5:26
7. "Deified" – 4:18
8. "The Greatest Hope" – 3:14
9. "Liar, Fool, or Messiah" – 7:37
10. "Red Sea" – 19:07

## Medverkande
Musiker
- Matt Smith – sång, bakgrundssång, körsång, slagverk
- Jonathan Hinds – gitarr, slagverk, bakgrundssång, körsång
- Taylor Washington – leadgitarr, sång
- Jared Oldham – basgitarr, bakgrundssång, körsång
- Ernie Topran – trummor, slagverk

Produktion
- Matt Smith – producent, inspelningstekniker, mixning
- Emily Lazar – mastering
- Chris Allgood – mastering
- Steven W. Howard – art direction, design, layout
- Ron Carson – foto